# Hōjō Ujikuni
Hōjō Ujikuni (北条 氏規?; 1541 – 19 settembre 1597) è stato un samurai giapponese appartenente al clan Hōjō durante il periodo Sengoku.
Terzo figlio di Hōjō Ujiyasu fu adottato da Fujita Yasukuni.
Era in competizione con la fama del suo fratello maggiore Hōjō Ujiteru, col quale si assomigliava in molti modi. Fu sconfitto assiema a Ujiteru nella battaglia di Mimasetōge da Takeda Shingen nel 1569. Era anche il signore del castello di Hachigata, che fu assediato due volte, nel 1568 e nel 1590. Fu costretto ad arrendersi nel 1590 da Maeda Toshiie e Uesugi Kagekatsu che l'avevano assediato su ordine di Toyotomi Hideyoshi. Resistette per un mese prima di arrendersi. 
Ujikuni aiutò in seguito nella difesa della roccaforte degli Hōjō di Odawara. L'assedio di Odawara fu l'ultima battaglia del clan Hōjō, la quale segnò la loro fine.
Fu perdonato e morì più tardi di malattia a Kanazawa, nella provincia di Kaga.